# Девід Таунсенд
Девід Таунсенд  (англ. David Townsend, 28 серпня 1955) — британський веслувальник, олімпійський медаліст.

## Виступи на Олімпіадах
| Олімпіада     | Дисципліна                        | Місце |
| ------------- | --------------------------------- | ----- |
| Монреаль 1976 | четвірка розстібна без стернового | 12    |
| Москва 1980   | четвірка розстібна без стернового | 3     |